# Pterotaea lamiaria
Pterotaea lamiaria är en fjärilsart som beskrevs av John Kern Strecker 1899. Pterotaea lamiaria ingår i släktet Pterotaea och familjen mätare. Inga underarter finns listade.